# Muchomůrka císařka
Muchomůrka císařská, resp. muchomůrka císařka (Amanita caesarea (Scop.) Pers.) je jedna z nejvíce ceněných jedlých hub, jako delikatesa se podávala na dvorech římských císařů a posléze papežů. V České republice se vyskytuje sporadicky a je chráněna.

## Synonyma
- Agaricus caesareus Schaeff.
- Volvoamanita caesarea (Schaeff.) E. Horak, Beitr. Kryptfl. Schweiz 13: 618 (1968)

## Taxonomie

### Alternativní názvy
- lidové
  - Morava: císařský hřib
  - Slovensko: kráľka, kráľova huba, kráľovský žampion, králúvka

### Poddruhy
Existuje bílá forma této houby, která je často klasifikována jako samostatný poddruh (A. caesarea f. alba.
V minulosti byla řazena do čeledi muchomůrkovitých – Amanitaceae. Na základě molekulárních výzkumů někteří současní taxonomové (viz např. Index Fungorum (2004)) řadí celý rod Amanita do čeledi Plutaceae Kotlaba & Pouzar, 1972  (štítovkovité), kterou spojují s čeledí Amanitaceae R. Heim ex Pouzar, 1983 (muchomůrkovité).

## Vzhled

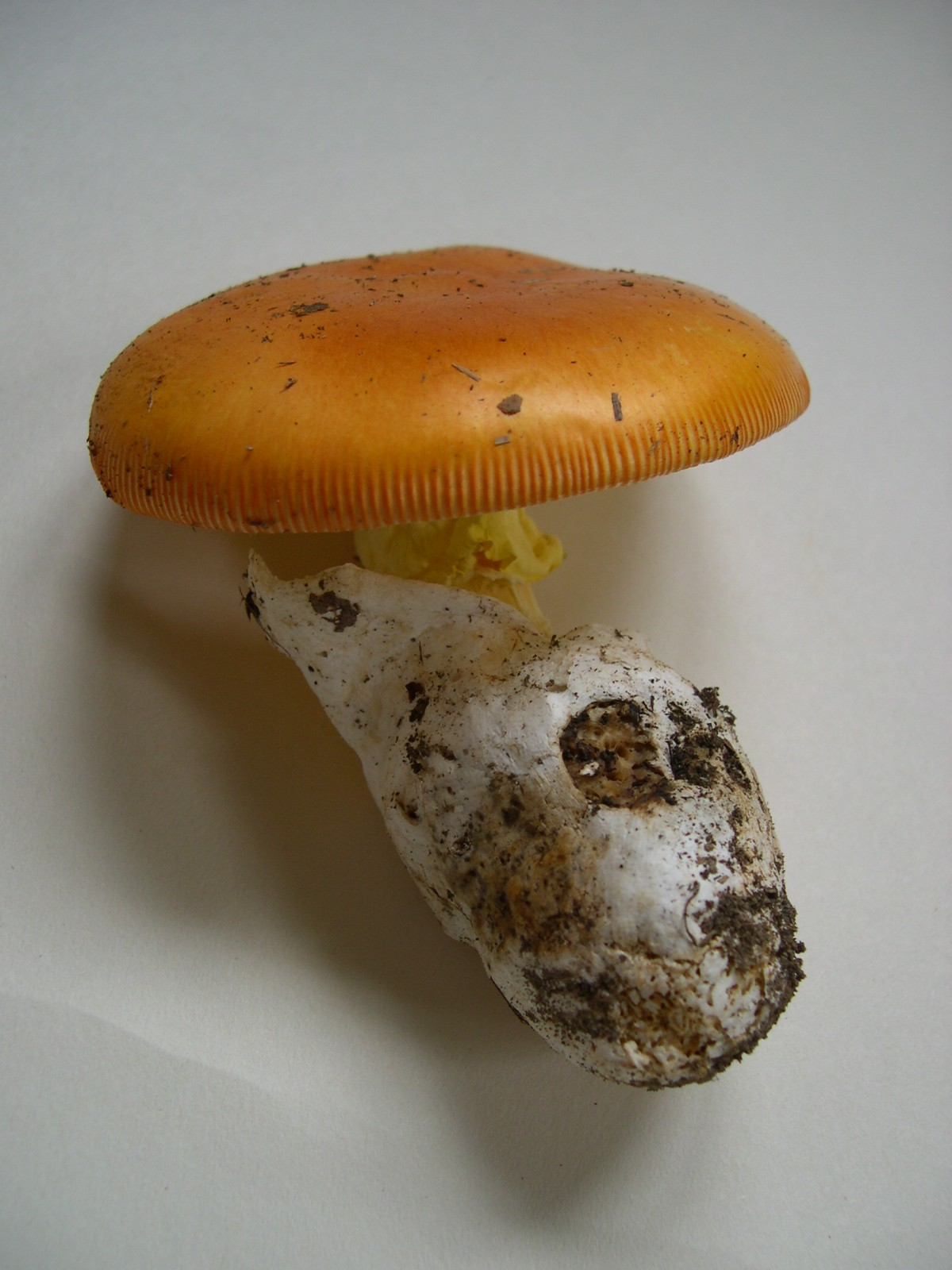

Klobouk je široký 8–16 cm, v mládí kulovitý, posléze mírně zašpičatělý, oranžovohnědý až zářivě oranžově červený, lysý nebo jen s několika většími útržky bílé plachetky na povrchu (není tedy obsypaný malými bílými útržky jako u muchomůrky červené či královské), na okraji zřetelně rýhovaný. Lupeny jsou zářivě (zlatově) žluté, vysoké 8–12 mm, husté, u třeně volné.
Třeň je válcovitý, vysoký 8–16 cm a tlustý 2–3 cm, zlatově žlutý až hnědooranžovělý, s mohutným prstenem stejné barvy. Vyrůstá z bílé, velké a miskovité pochvy. Dužnina je bílá, pod pokožkou klobouku zlatově žlutá, jemná. Má nenápadnou příjemnou vůni i chuť.
Výtrusný prach je bílý. Výtrusy jsou nejčastěji velké 9–12 × 6–7 μm, široce elipsoidní až podlouhlé, hladké, bezbarvé (ovšem tvar a rozměry výtrusů jsou, zejména v jižních oblastech, značně variabilní a mohu z udaných mantinelů snadno vybočit).

## Výskyt
Muchomůrka císařská se vyskytuje zejména v jižní Evropě, na severu její areál zasahuje do teplejších oblastí střední Evropy. V Českých zemích se vyskytuje zřídka, obvykle na jižní Moravě, velmi vzácně i v teplých oblastech Polabí a Povltaví. Častější je na Slovensku. V podmínkách ČR roste v teplých listnatých či výjimečně i smíšených lesích od konce července do září. Preferuje dubové porosty.

## Podobné druhy
Muchomůrce císařské se mohou na první pohled poněkud podobat plodnice jedovaté muchomůrky červené (Amanita muscaria) či muchomůrky královské (Amanita regalis), které jsou dobře odlišitelné kloboukem (u muchomůrky červené červeným, u muchomůrky královské hnědým) obsypaným malými bílými útržky plachetky a především bílým třeněm a lupeny (třeň a lupeny muchomůrky císařské mají zlatožlutou barvu).
Skutečně vážné nebezpečí však spočívá pouze v záměně vajíček muchomůrky císařské s vajíčky smrtelně jedovaté muchomůrky zelené (Amanita phalloides) (spolehlivým rozpoznávacím znakem je, že vajíčka muchomůrky zelené jsou na řezu bílá, zatímco vajíčka muchomůrky císařské mají v místě založení klobouku výrazně žluté zabarvení).

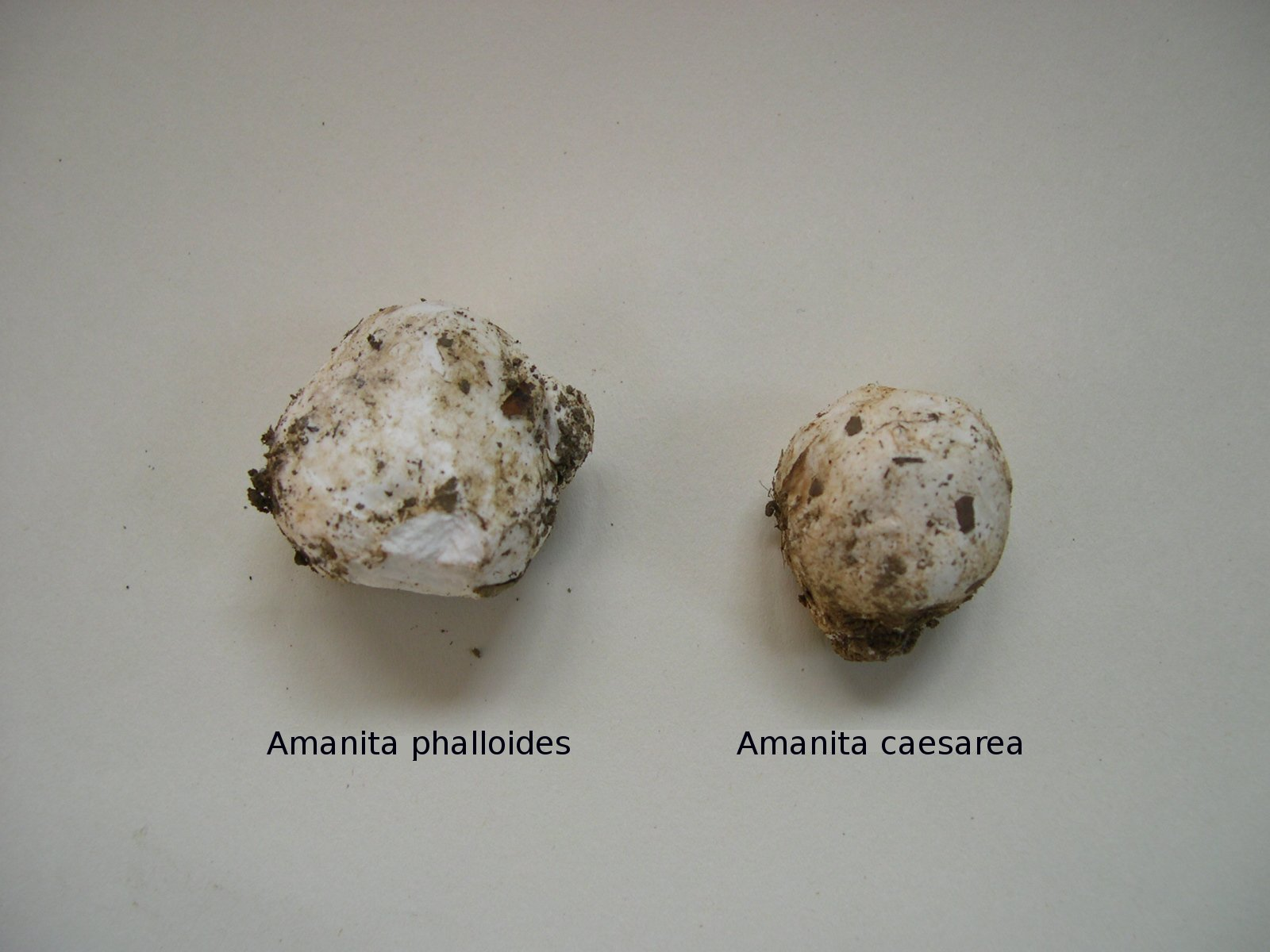
Vajíčka m. zelené a m. císařské
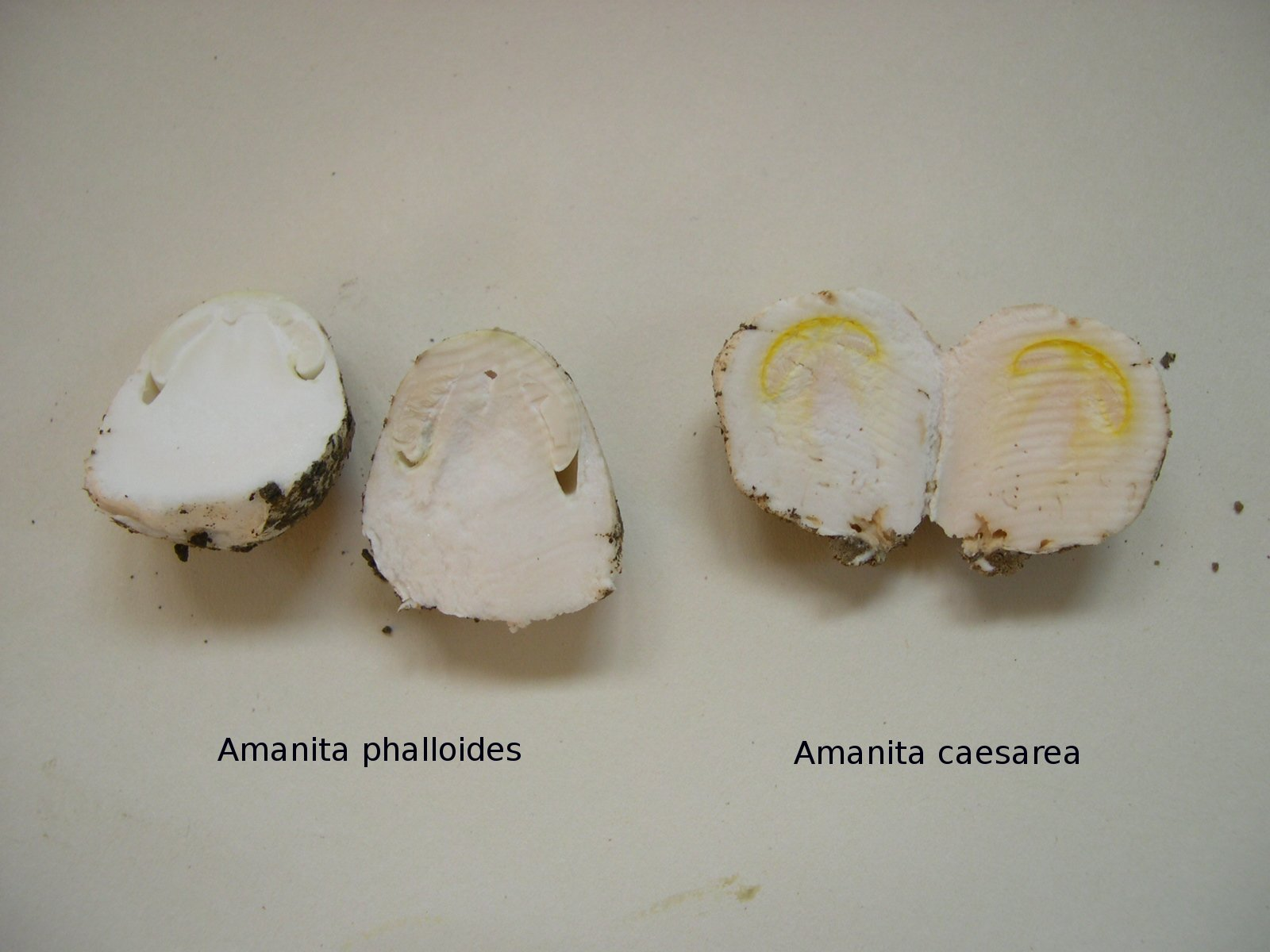
Řez vajíčky m. zelené a m. císařské

## Využití
Císařka je výborná jedlá houba; byla pochoutkou už na dvorech římských císařů a i dnes je vysoce ceněna houbaři v Itálii, Francii a v dalších zemích okolo Středozemního moře. V České republice je ovšem chráněná a nesmí se sbírat.